# Suhrkamp Verlag
Suhrkamp Verlag är ett av de största bokförlagen i Tyskland. Det är även en förlagsgrupp och har idag sitt huvudkontor i Berlin. 
Förlaget grundades av Peter Suhrkamp 1950 i Frankfurt am Main, där det hade sitt huvudkontor innan flytten till Berlin 2010. Suhrkamp har 130 anställda (2018).

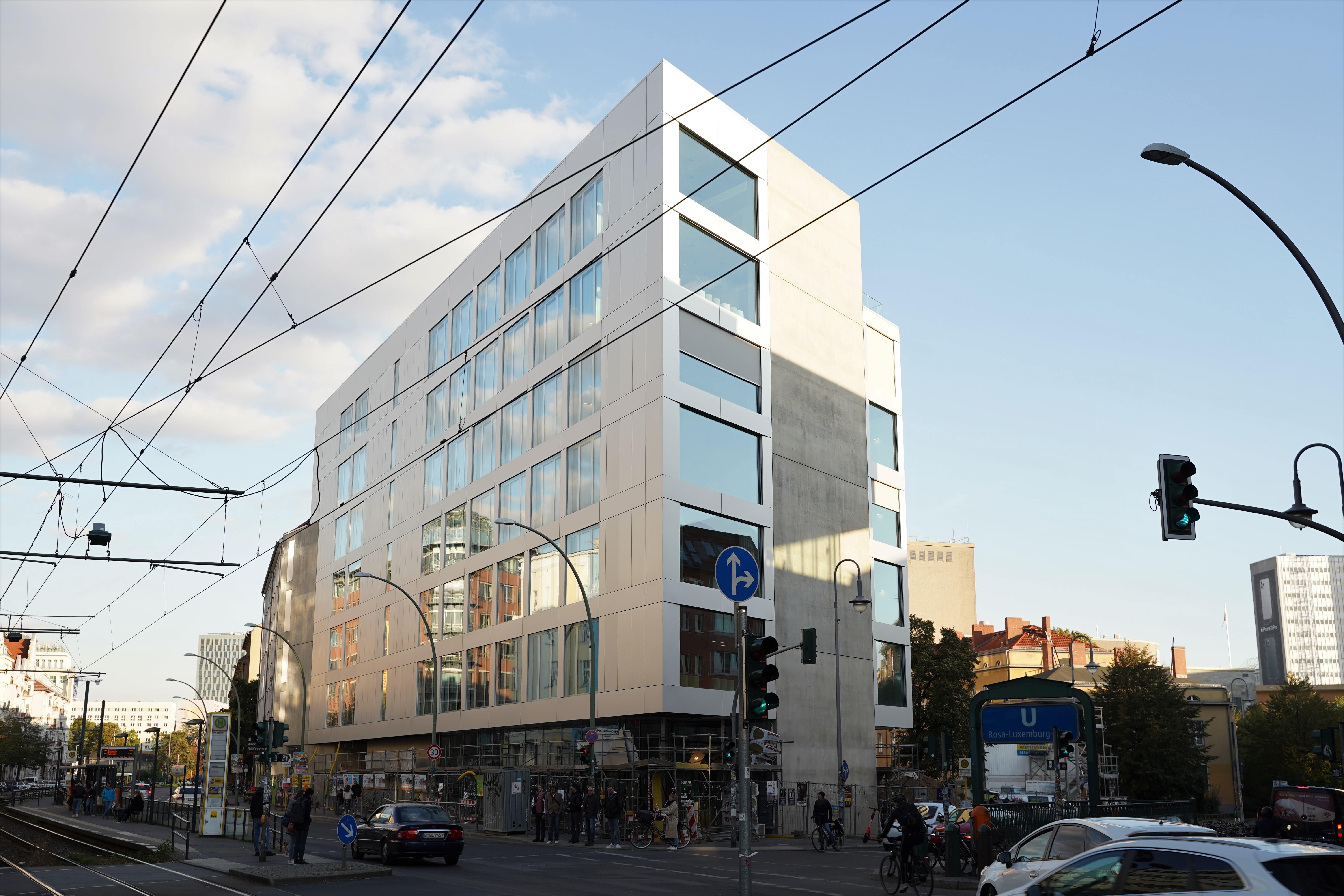
Suhrkamps huvudkontor i Berlin, i hörnet Torstraße/Rosa-Luxemburg-Straße, med adress Linienstraße 34.

## Förlagsgruppen
Suhrkamp har genom uppköp och nybildade dotterbolag även utvecklats till en förlagsgrupp som omfattar (2019):
- Suhrkamp Verlag
- Insel Verlag
  - Deutscher Klassiker Verlag
  - Verlag der Weltreligionen
- Jüdischer Verlag
- Elisabeth Sandmann Verlag

## Historia
Peter Suhrkamp hade tidigare arbetat på S. Fischer Verlag, där han 1936, under nazitiden, fått ta över ledningen för den kvarvarande delen av företaget efter att Gottfried Bermann Fischer tvingats i exil. Suhrkamp arresterades dock av Gestapo 1944 och hamnade i koncentrationsläger men släpptes strax före krigsslutet. Efter kriget var företagets situation oklar. Suhrkamp följde Hermann Hesses råd att starta ett eget förlag. Han nådde en överenskommelse med Gottfried Bermann Fischer, och de författare som Suhrkamp haft hand om fick själva välja om de ville följa med till hans nya förlag eller stanna hos S. Fischer. Bland de första författarna han gav ut kan Hesse, Rudolf Alexander Schröder, Hermann Kasack, T.S. Eliot, George Bernard Shaw och Bertolt Brecht nämnas.

## Författare hos Suhrkamp Verlag

### Tyskspråkiga författare
Suhrkamp har givit ut bland annat följande tyskspråkiga författare: Jurek Becker, Jürgen Becker, Thomas Bernhard, Peter Bichsel, Volker Braun, Bertolt Brecht, Paul Celan, Tankred Dorst, Günter Eich, Hans Magnus Enzensberger, Max Frisch, Durs Grünbein, Norbert Gstrein, Hans Ulrich Gumbrecht, Peter Handke, Hermann Hesse, Wolfgang Hildesheimer, Uwe Johnson, Hermann Kasack, Thomas Kling, Wolfgang Koeppen, Karl Krolow, Andreas Maier, Friederike Mayröcker, Robert Menasse, Adolf Muschg, Paul Nizon, Hans Erich Nossack, Ernst Penzoldt, Doron Rabinovici, Nelly Sachs, Arno Schmidt, Ernst Weiß och Peter Weiss.

### Icke-tyskspråkiga författare
Suhrkamp Verlag har även givit ut icke-tyskspråkiga författare som  Samuel Beckett, Octavio Paz, James Joyce, Marcel Proust, José Maria de Eça de Queiroz, Clarín, Mercè Rodoreda, Jorge Semprún, Lídia Jorge, Agustina Bessa-Luís, Juan Ramón Jiménez, Eduardo Mendoza, Clarice Lispector, Pablo Neruda, Isabel Allende, Mario Vargas Llosa, Manuel Puig, João Ubaldo Ribeiro, Adolfo Bioy Casares, Guillermo Cabrera Infante, Alejo Carpentier, Julio Cortázar, Osman Lins, José Lezama Lima, Juan Carlos Onetti och Octavio Paz.